# موسوعة المتتاليات الصحيحة على الإنترنت
موسوعة المتتاليات الصحيحة على الإنترنت (بالإنجليزية: On-Line Encyclopedia of Integer Sequences)‏ وتختصر (OEIS), أيضا تسمى Sloane's, هي قاعدة بيانات للمتتابعات الصحيحة  على الإنترنت، أنشأها وأدارها نيل سلون , باحث في AT&T Labs. الموسوعة تضم أكثر من 200,000 (نوفمبر 2011) تهم كلّا من الرياضيين والهواة وهي أكبر موسوعة من نوعها بسبب هذا العدد. كل مدخلة في الموسوعة لها كلمة مفتاحية وروابط مفيدة وأكثر، بالإضافة إلى خيار لإنشاء رسم بياني أو حتى تحويل المتتالية إلى موسيقى. يمكن البحث فيها من خلال الكلمة المفتاحية أو جزء من المتتالية.